# Turnera tenuicaulis
Turnera tenuicaulis är en passionsblomsväxtart som beskrevs av Ignatz Urban. Turnera tenuicaulis ingår i släktet Turnera och familjen passionsblomsväxter. Inga underarter finns listade i Catalogue of Life.